# Önarckép

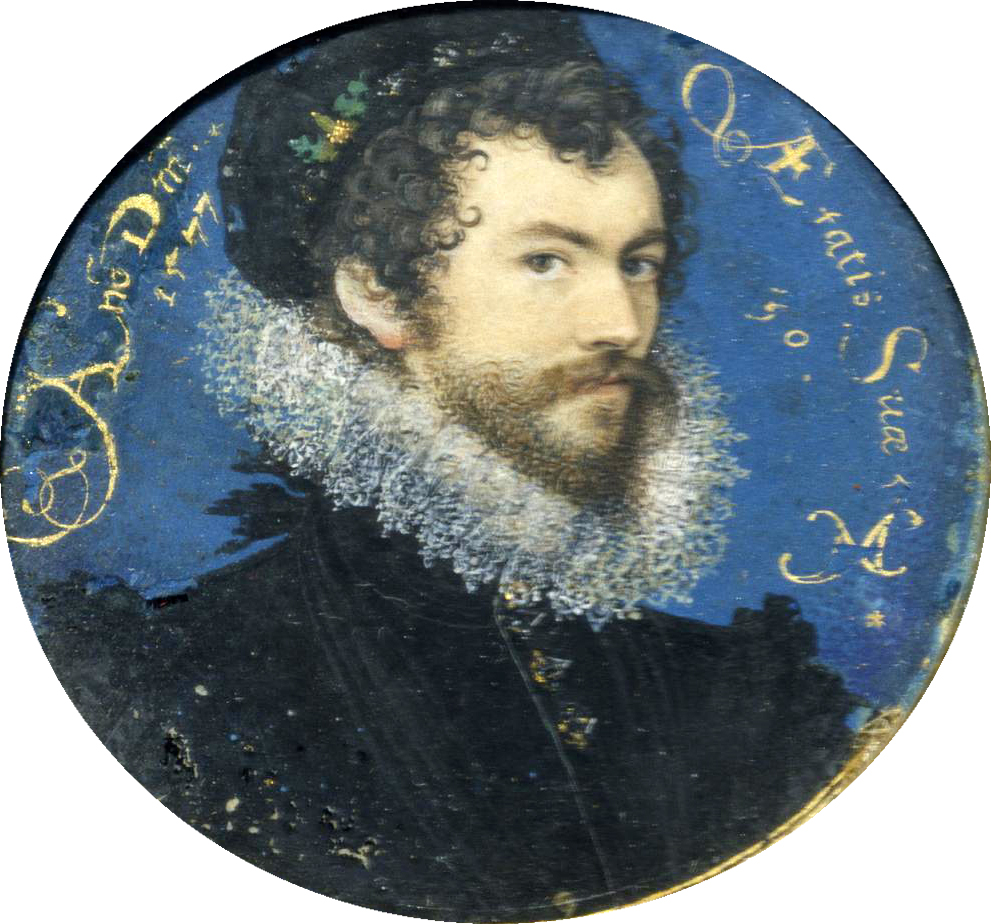
Nicholas Hilliard önarcképe (1577)

Az önarckép sajátos arckép, amelyen a művész önmagát ábrázolja.

## Története
Az első ismert önarcképet a francia  Jean Fouquet alkotta meg 1450 körül. Korábbra datálódik viszont Aquila János önarcképe a veleméri templomban, ezt a freskót a nyugat-európai kutatás nem ismeri eléggé. Nicholas Hilliard önarcképe (1577) is a legkorábbiak közé tartozik. 
Egyes művészek (mint Albrecht Dürer és Rembrandt) önmagukat különböző életkorban is megfestették, dokumentálva ezzel saját életsorsukat. A modern festészetben leginkább Vincent van Gogh kiemelkedően nagy számban készült önarcképei ismertek.

## Önarcképek a magyar Wikipédiában

### A-L

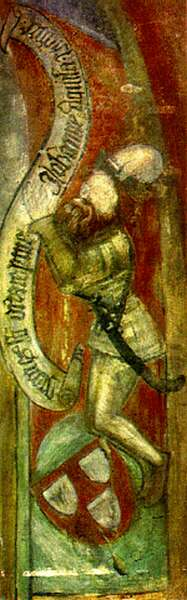
Aquila János (freskó)
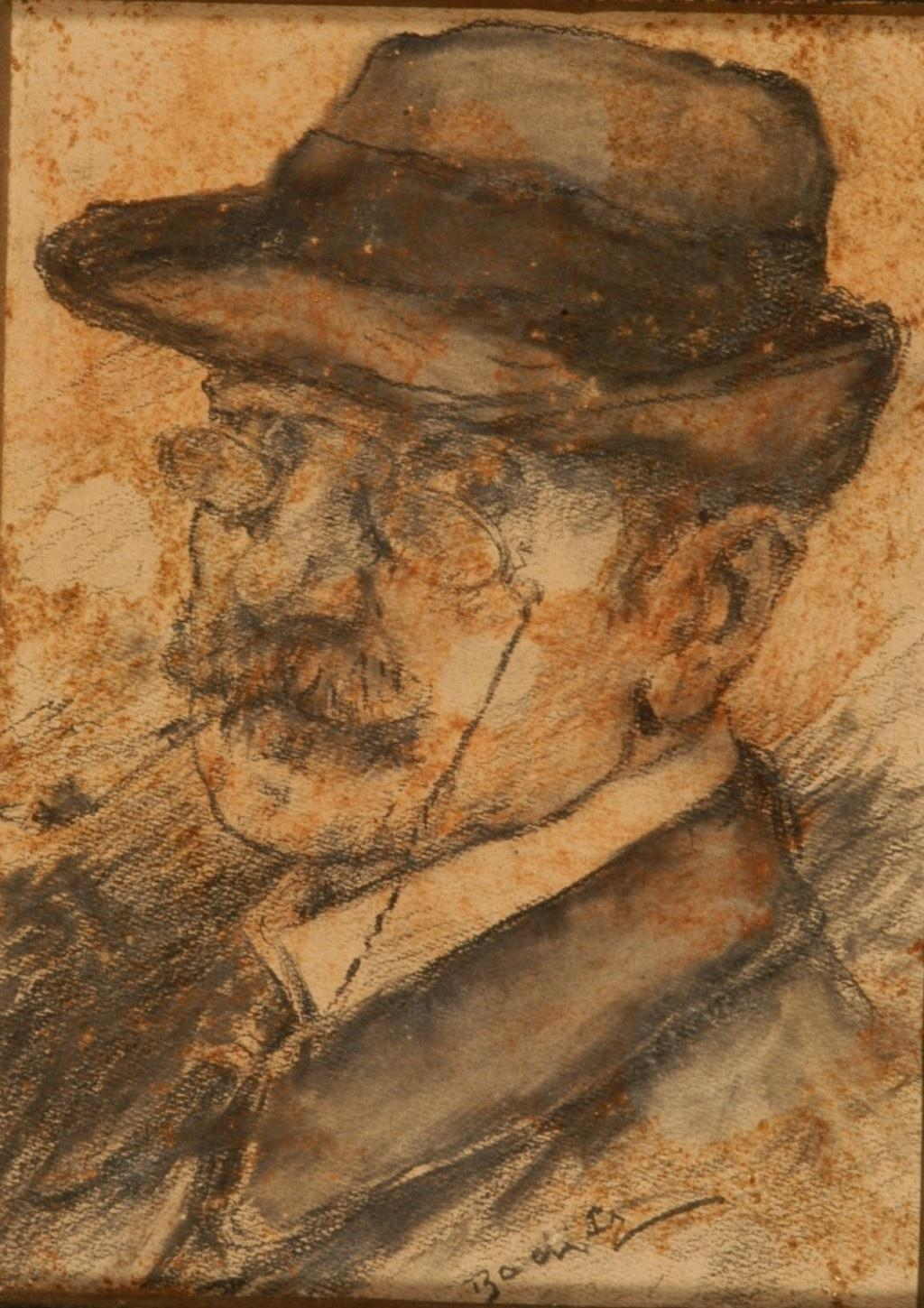
Baditz Ottó (1920)
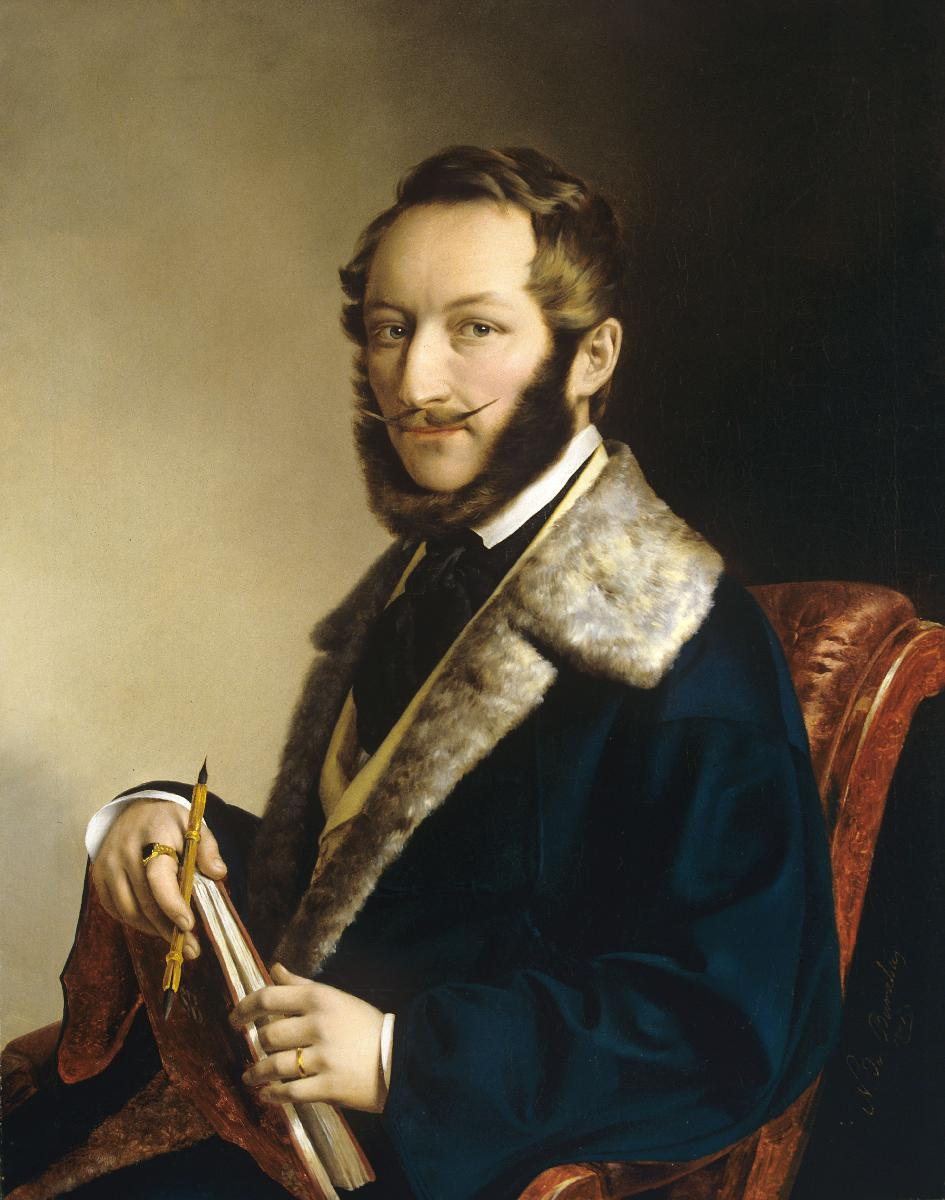
Barabás Miklós (1841)
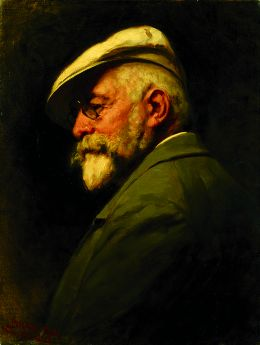
Benczúr Gyula (1917)
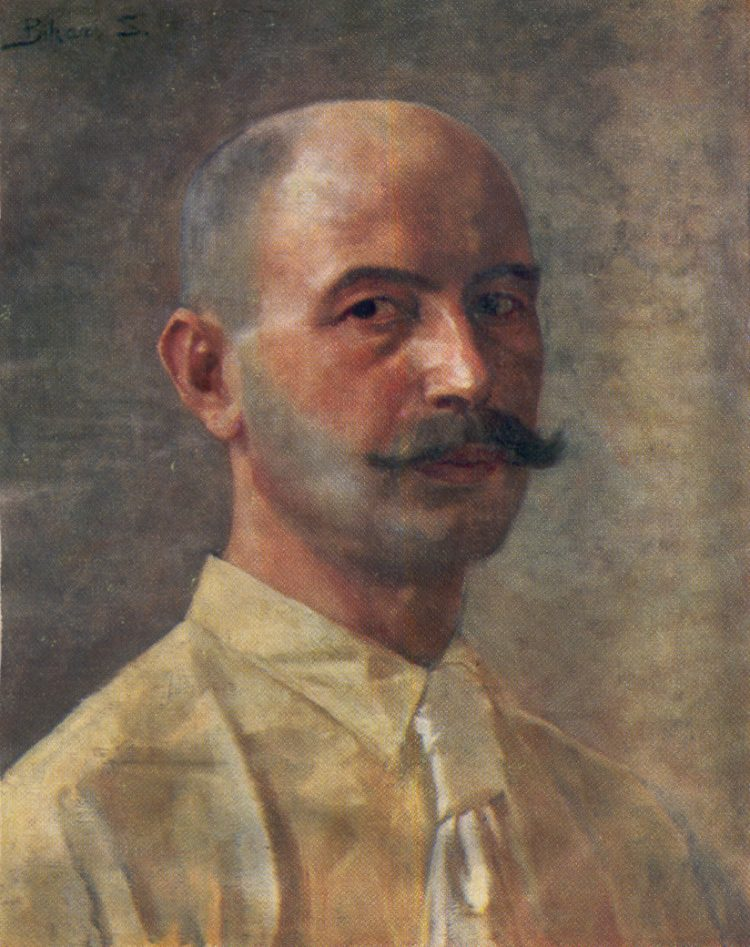
Bihari Sándor
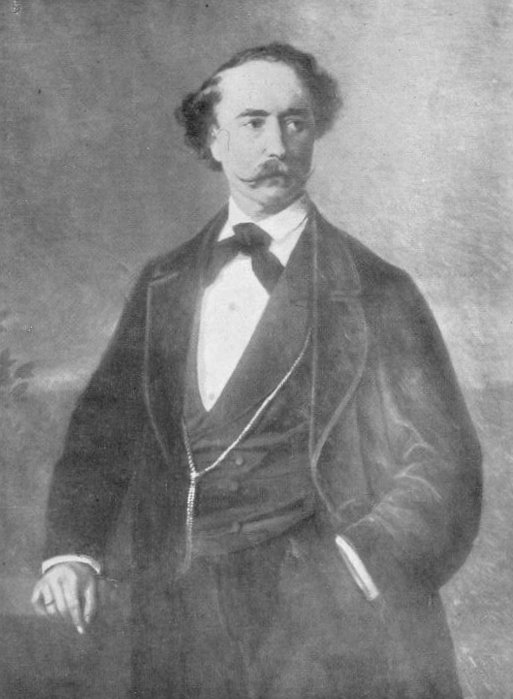
Borsos József (1860-as évek)
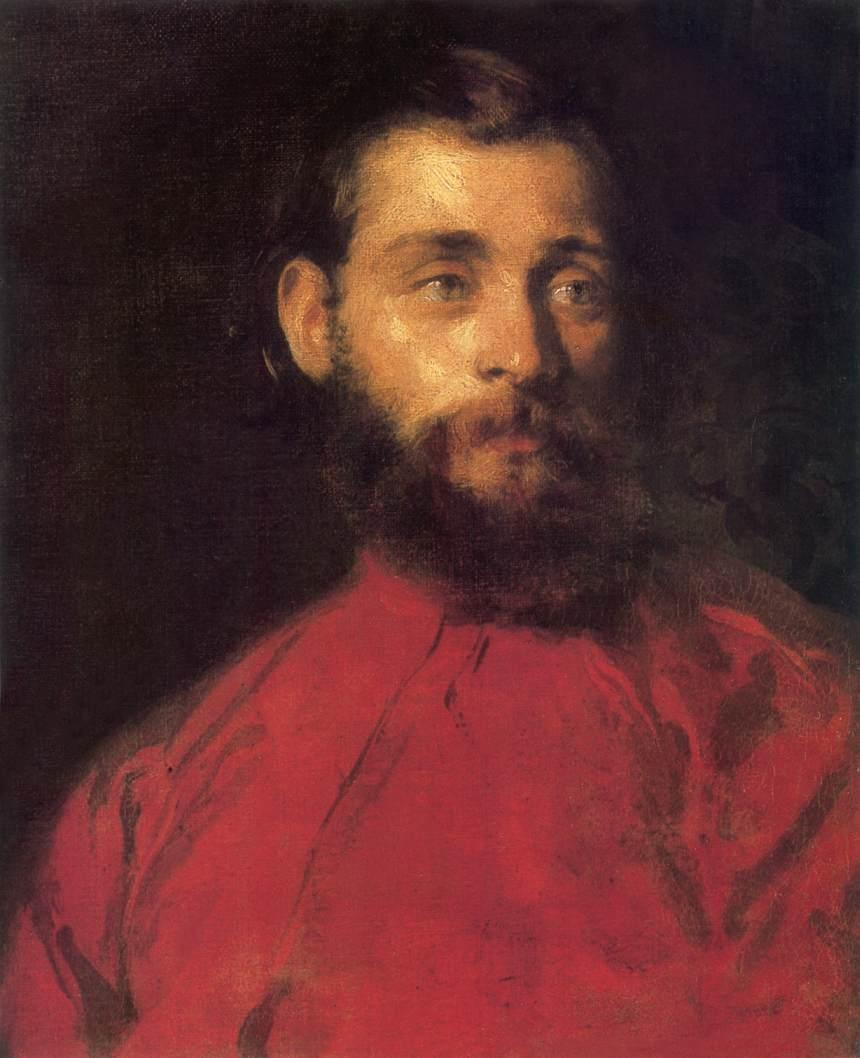
Brocky Károly (1855 után)
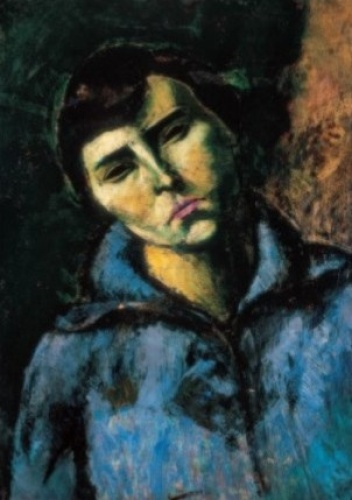
Czillich Anna
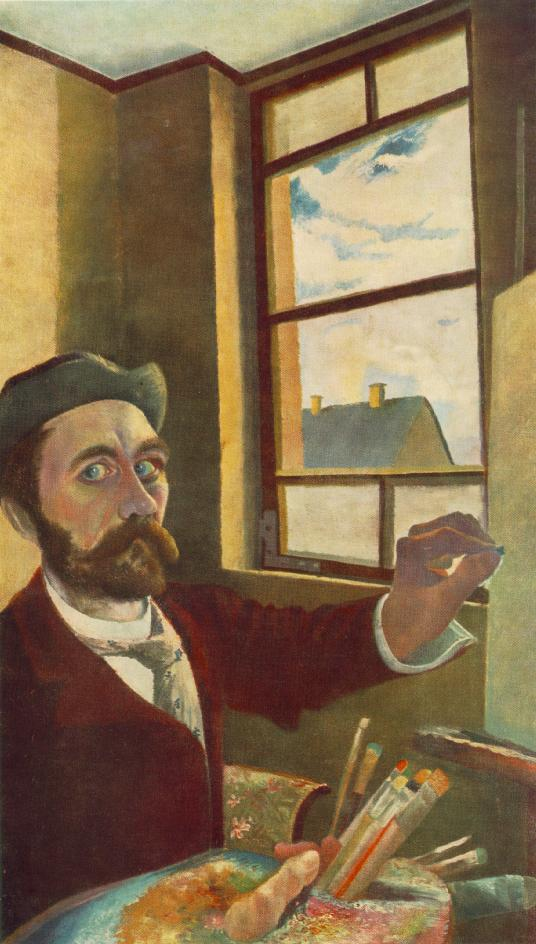
Csontváry Kosztka Tivadar (1900 körül)
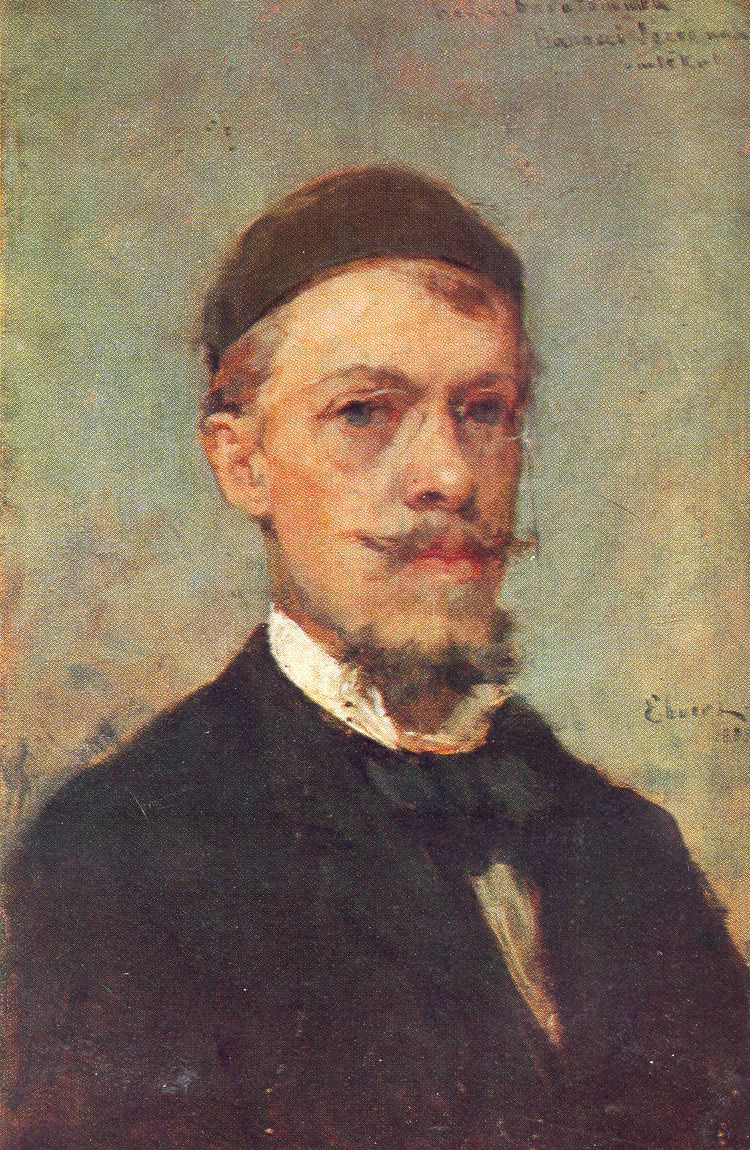
Deák-Ébner Lajos (1883)
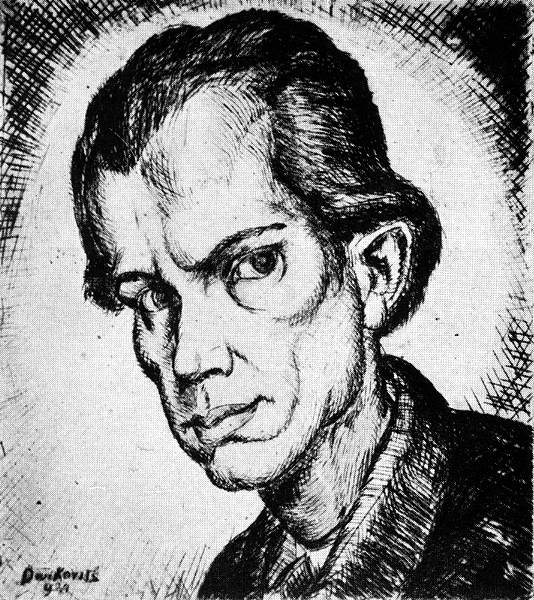
Derkovits Gyula rézkarc (1921)
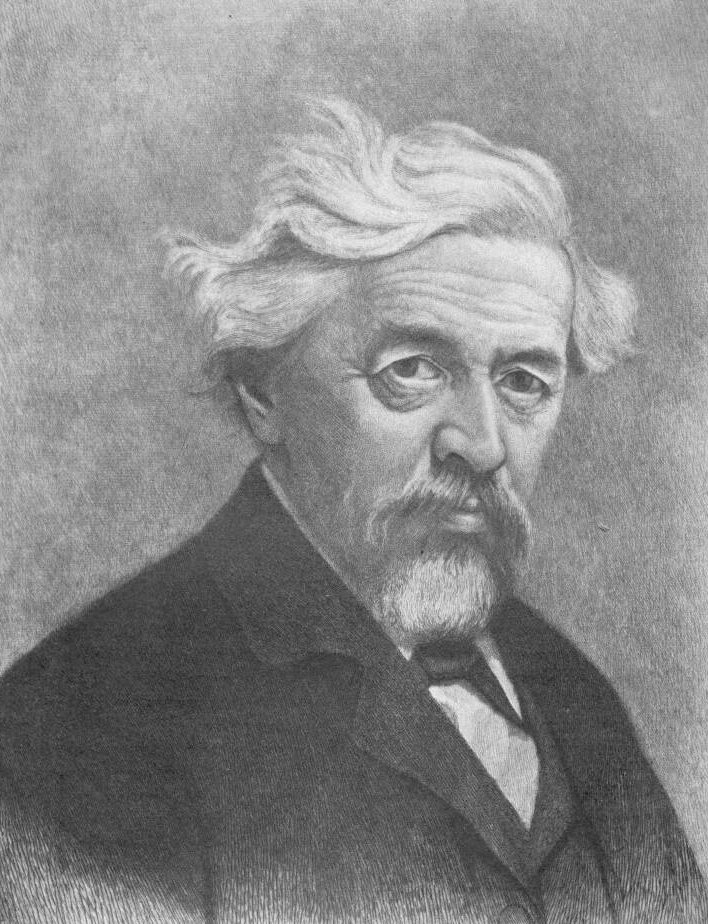
Doby Jenő (rézkarc, 1902)
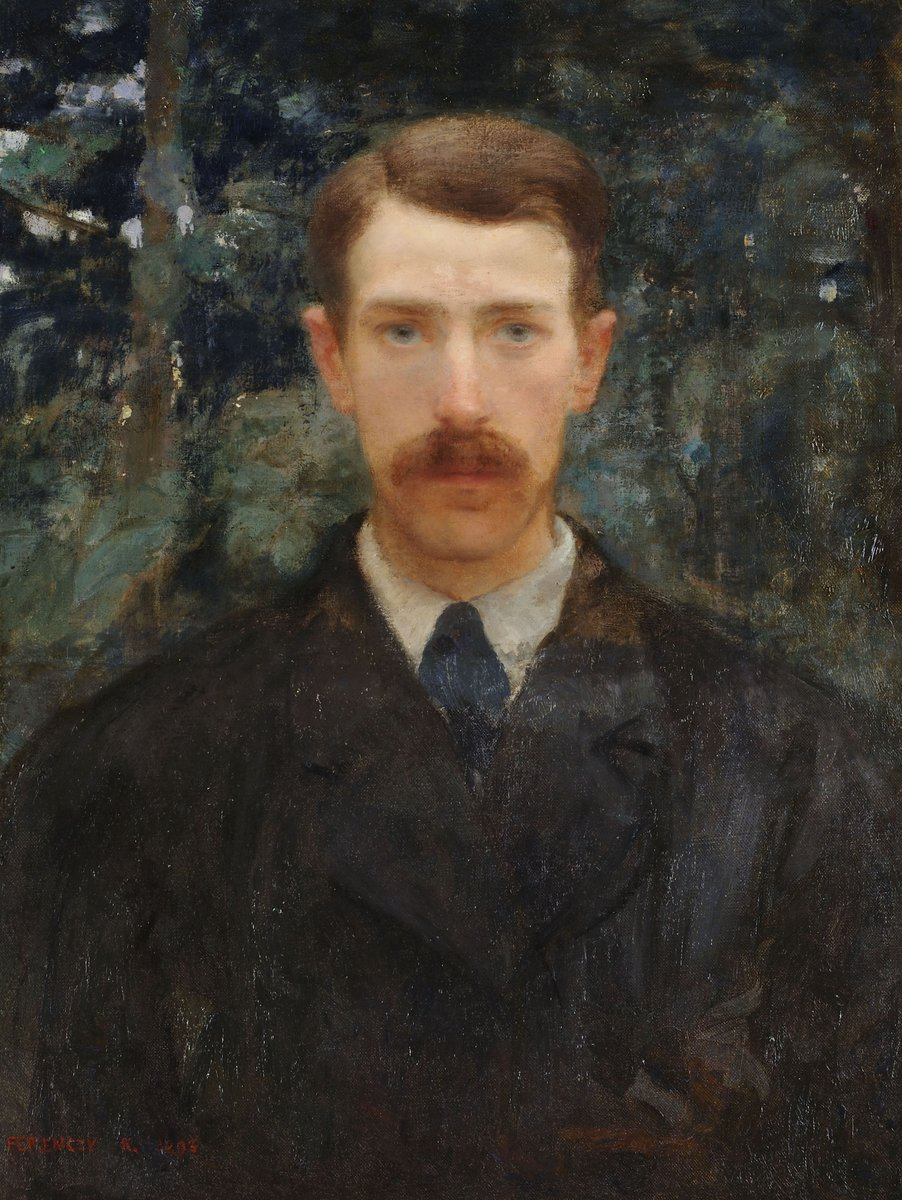
Ferenczy Károly (1893)
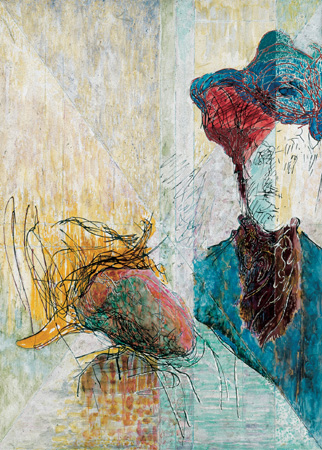
Gedő Ilka (1985)
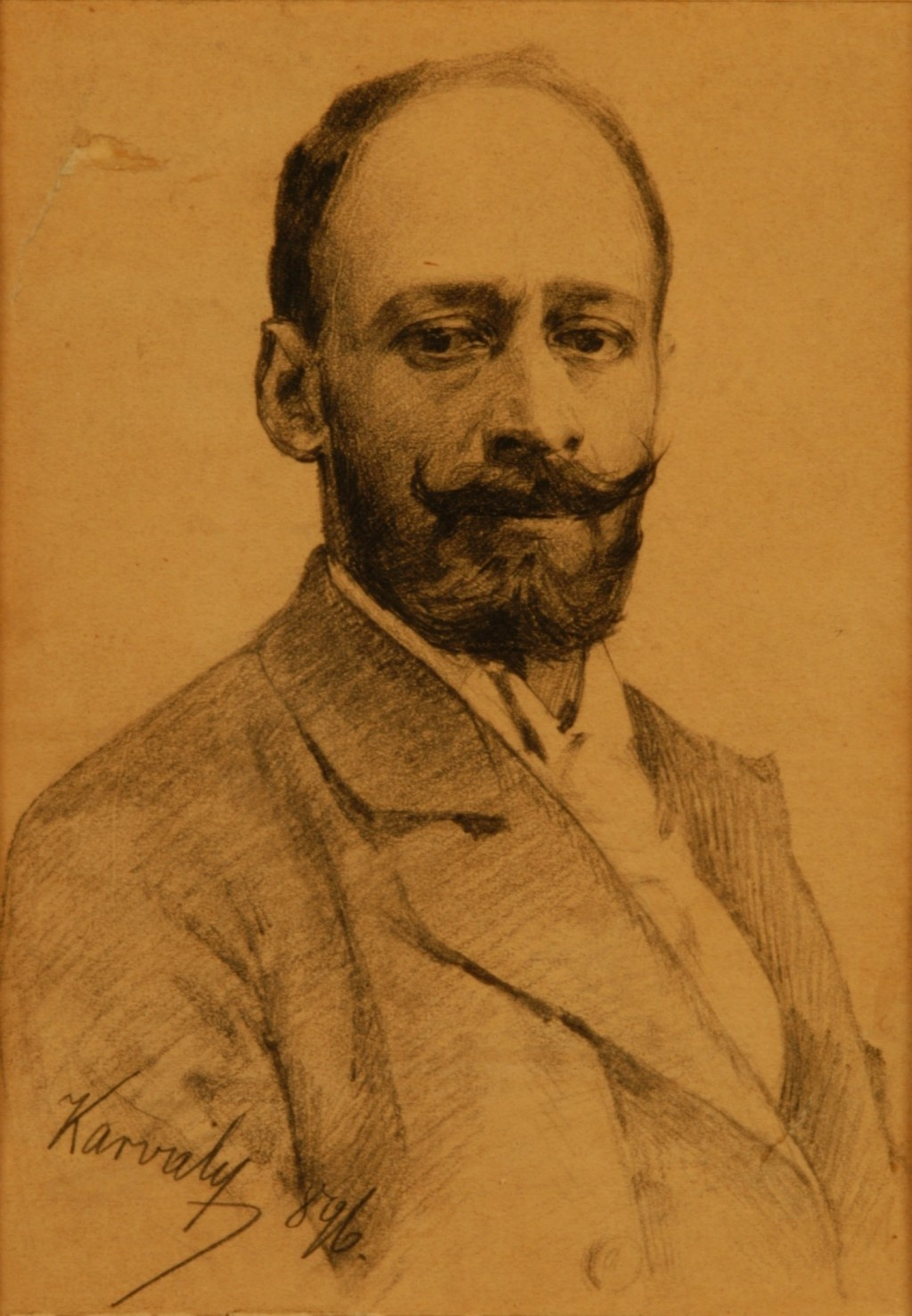
Karvaly Mór (1896)
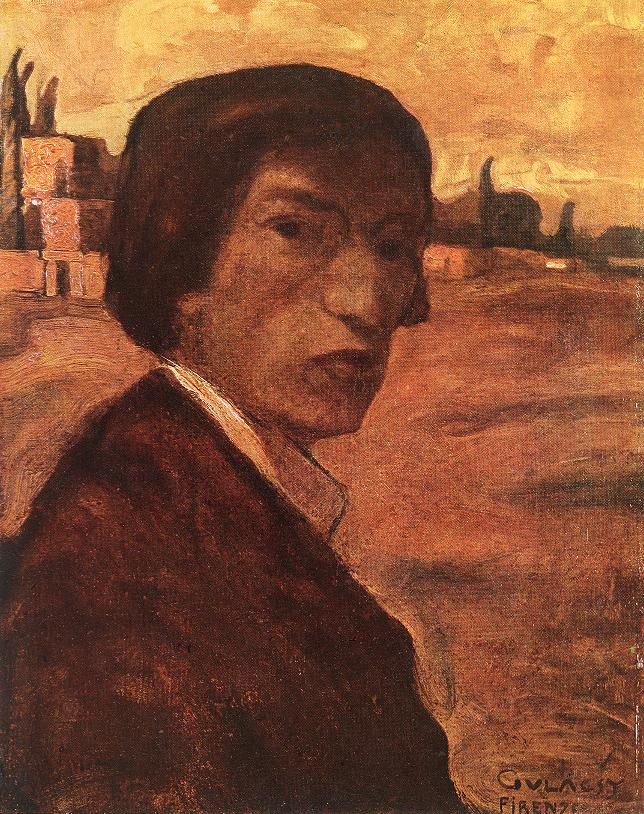
Gulácsy Lajos (1903)
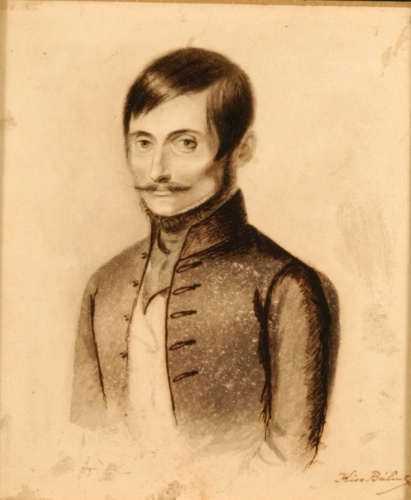
Kiss Bálint
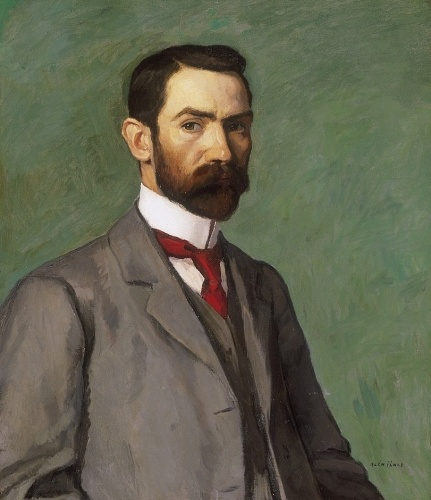
Kléh János
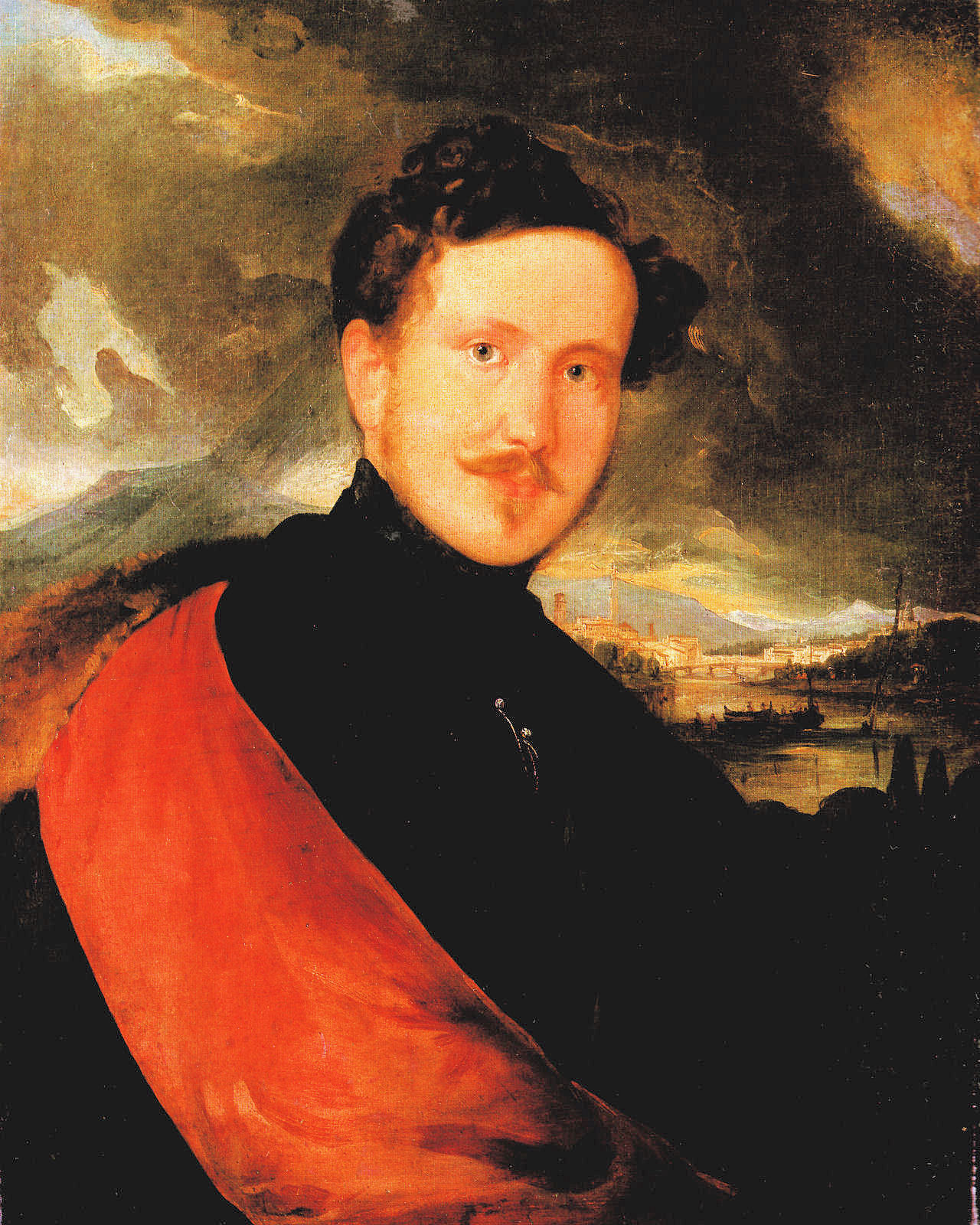
Kozina Sándor (1832)
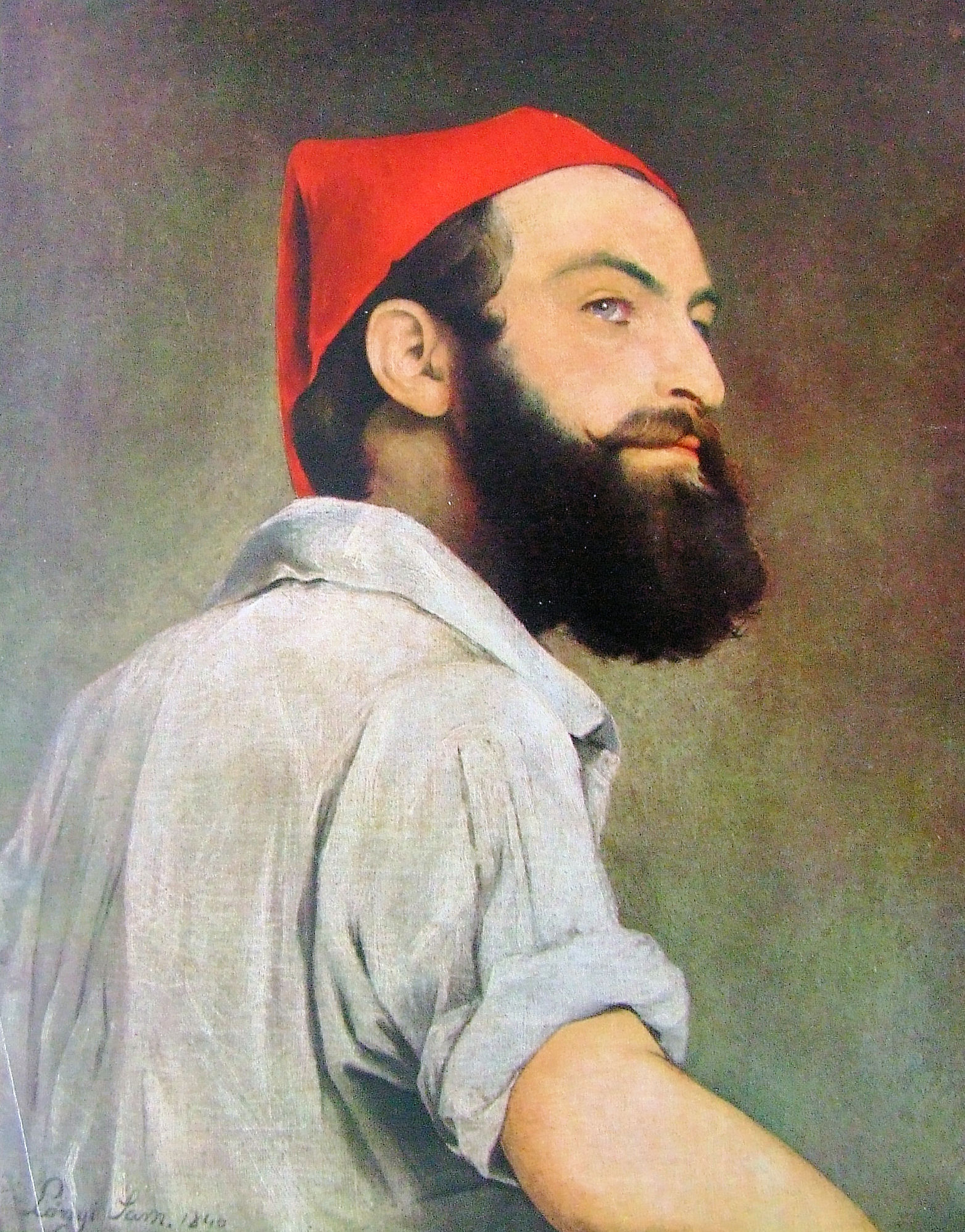
Lányi Sámuel (1840)
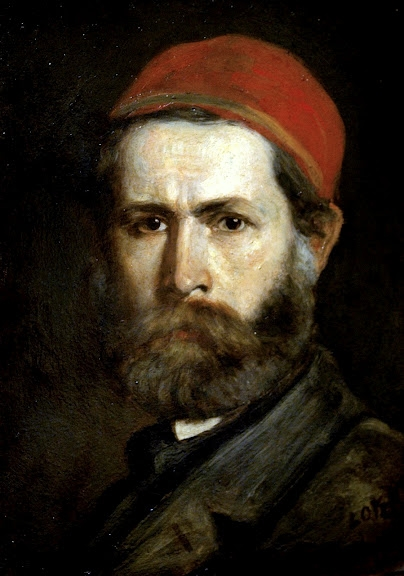
Lotz Károly (1870-es évek eleje)

### M-Z

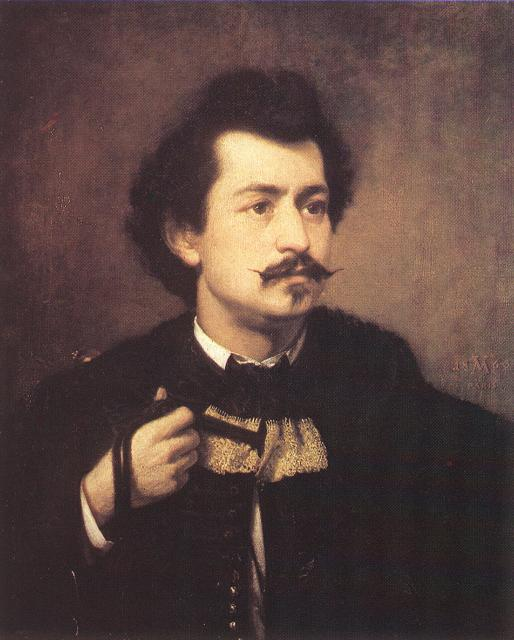
Madarász Viktor (1863)
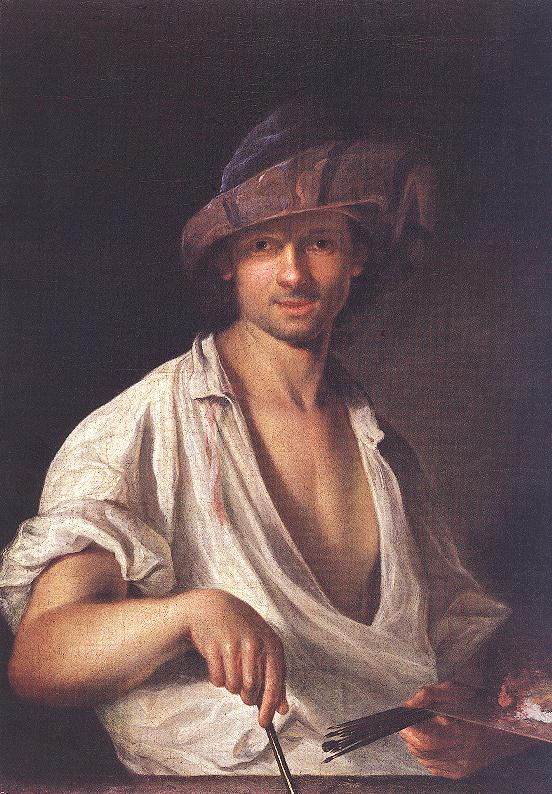
Mányoki Ádám (1711)
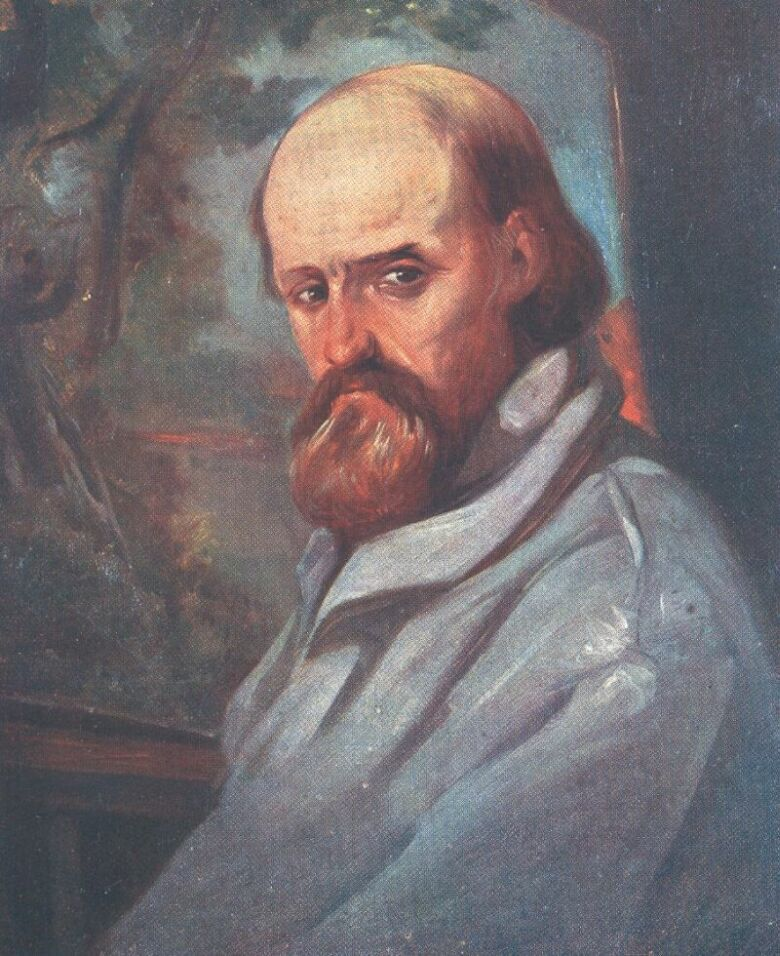
Id. Markó Károly
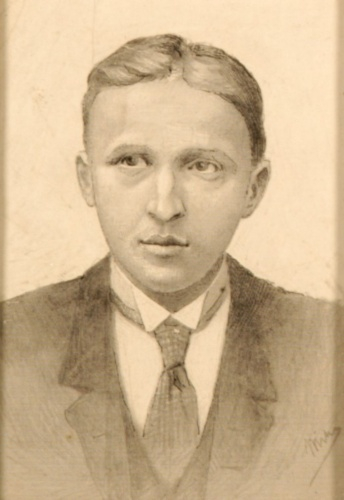
Mihalik Dániel
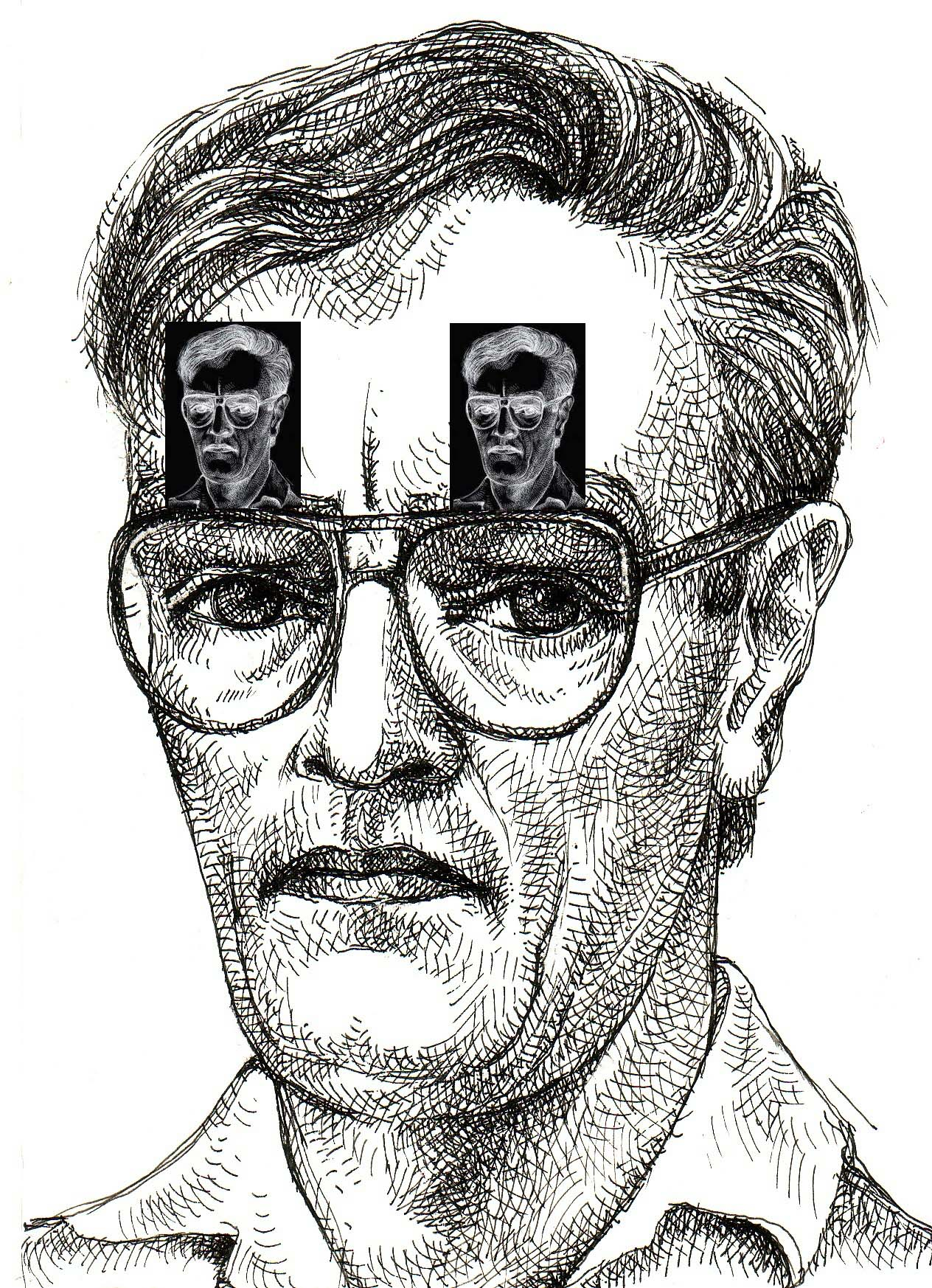
Muhi Sándor (1994)
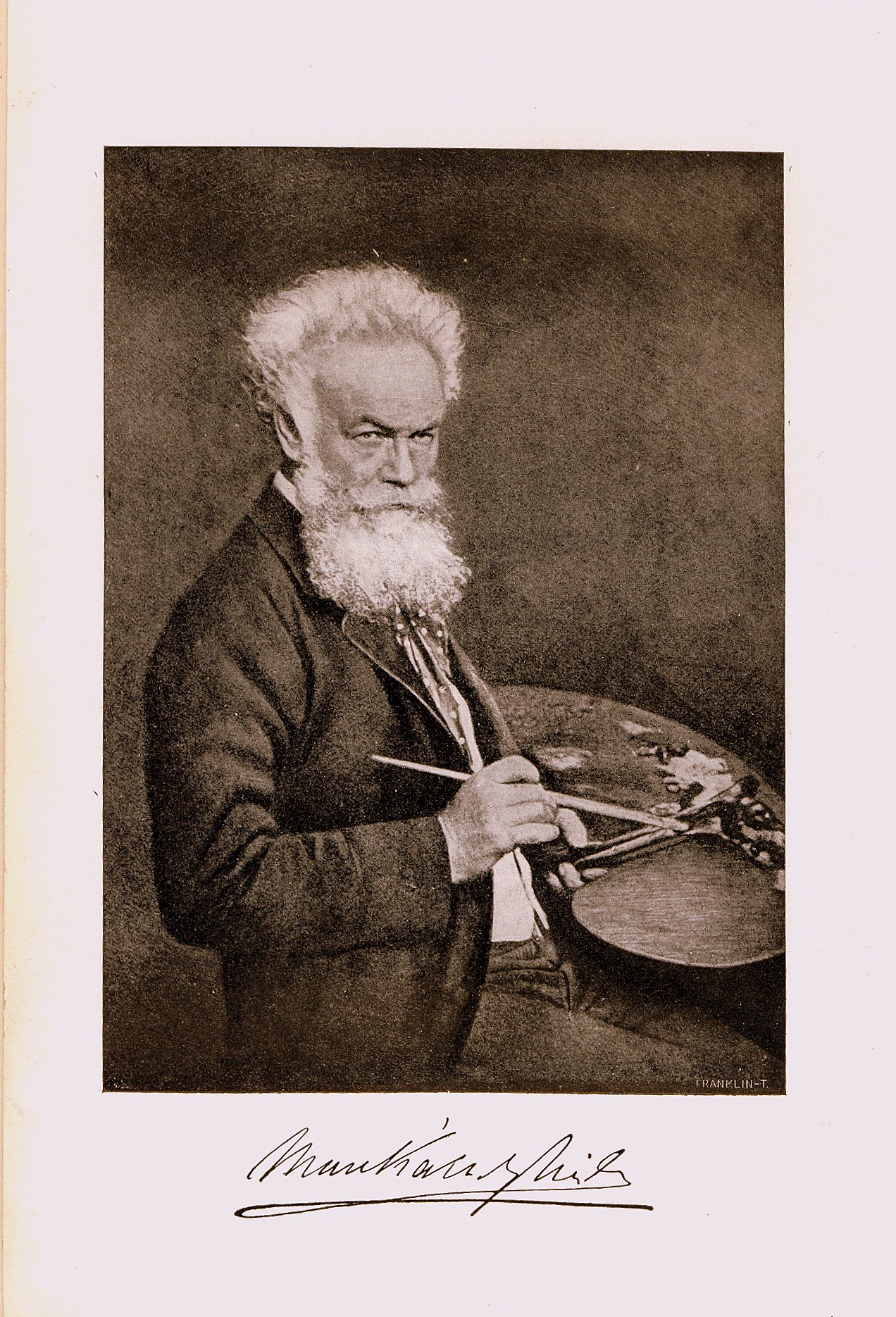
Munkácsy Mihály (c. 1895)
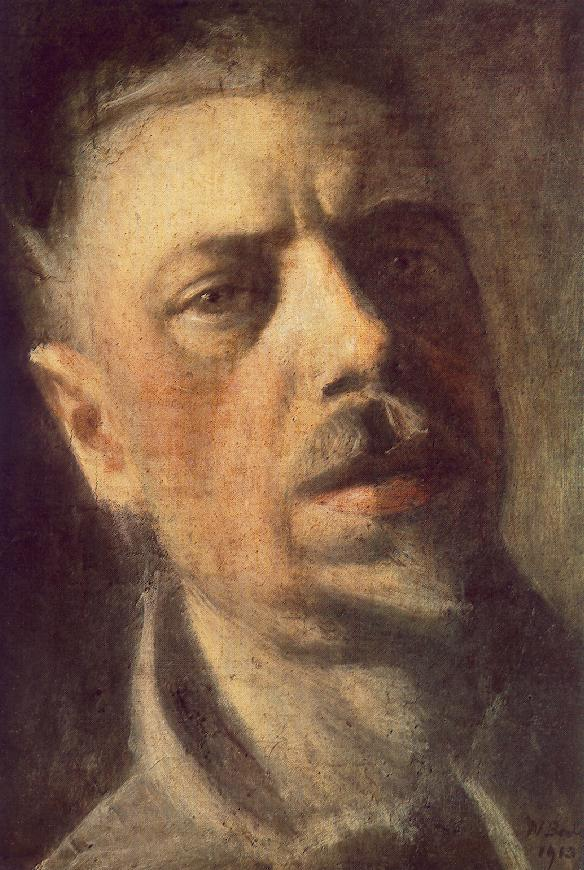
Nagy Balogh János (1913)
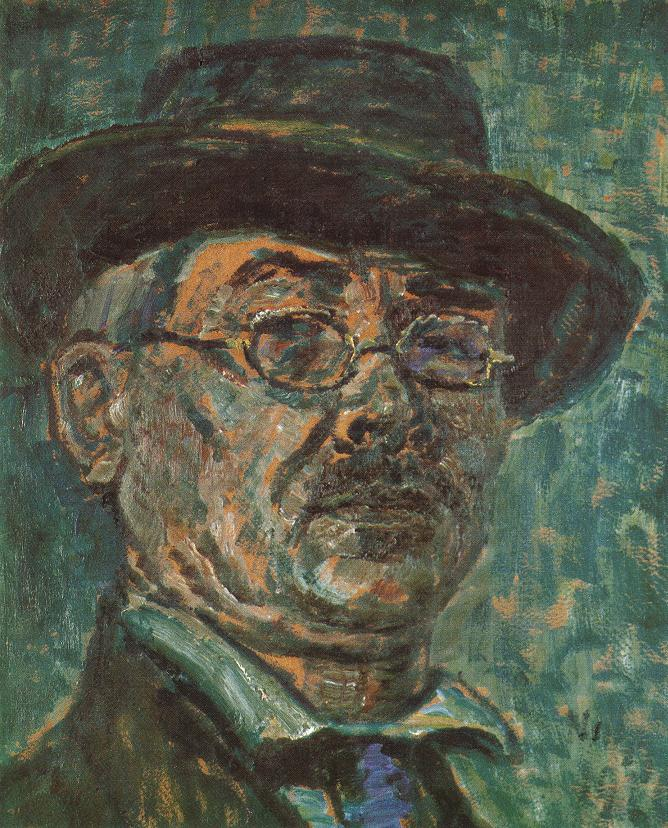
Nagy István (1920)
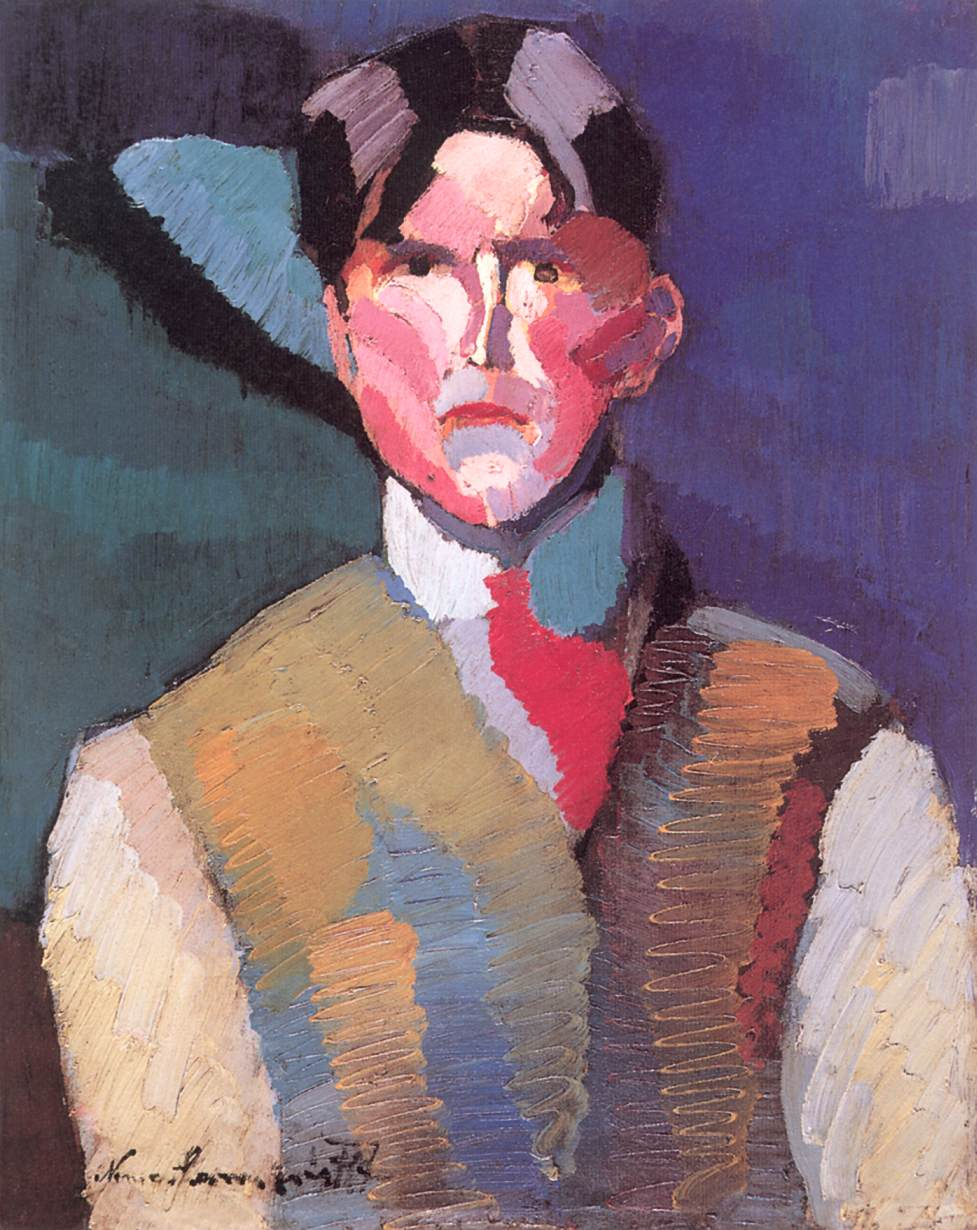
Nemes-Lampérth József
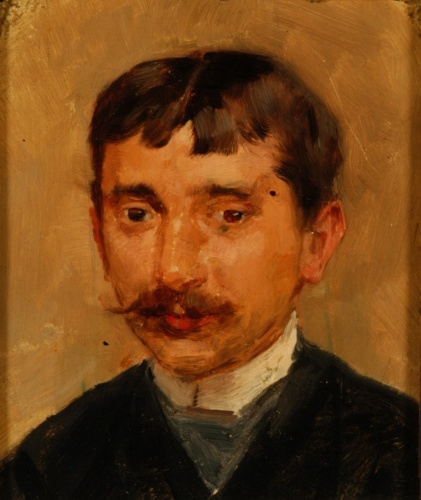
Pap Henrik
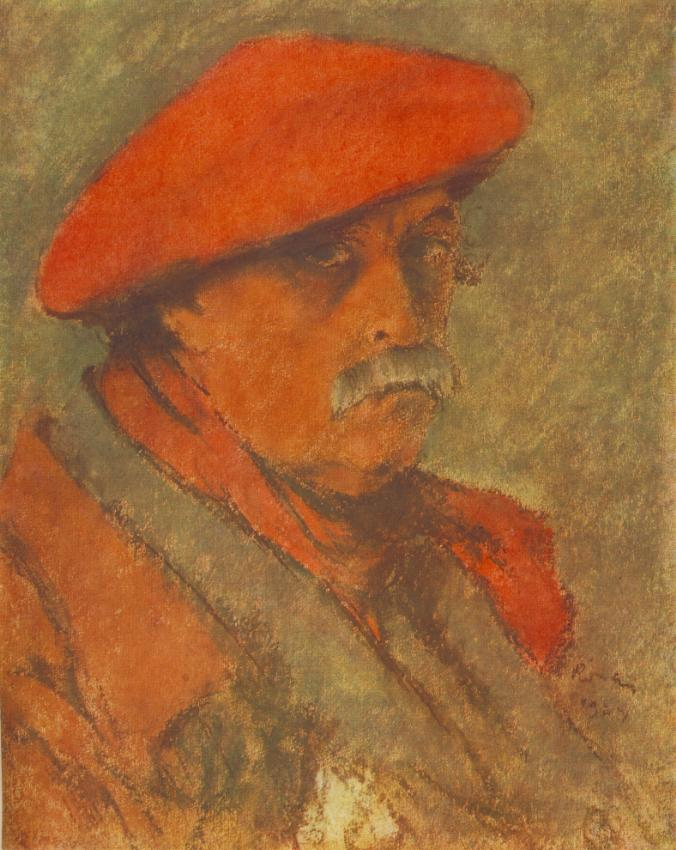
Rippl-Rónai József (1924)
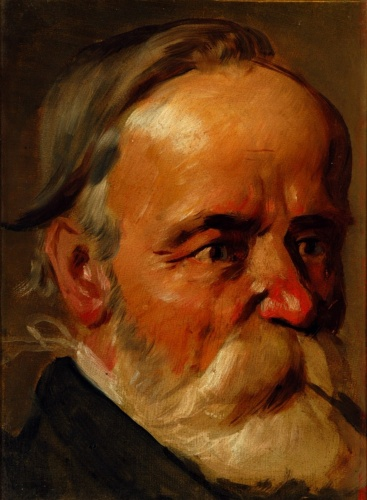
Roskovics Ignác
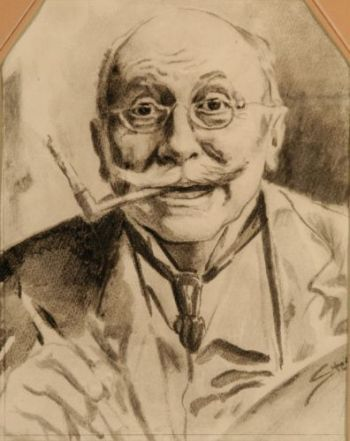
Stetka Gyula
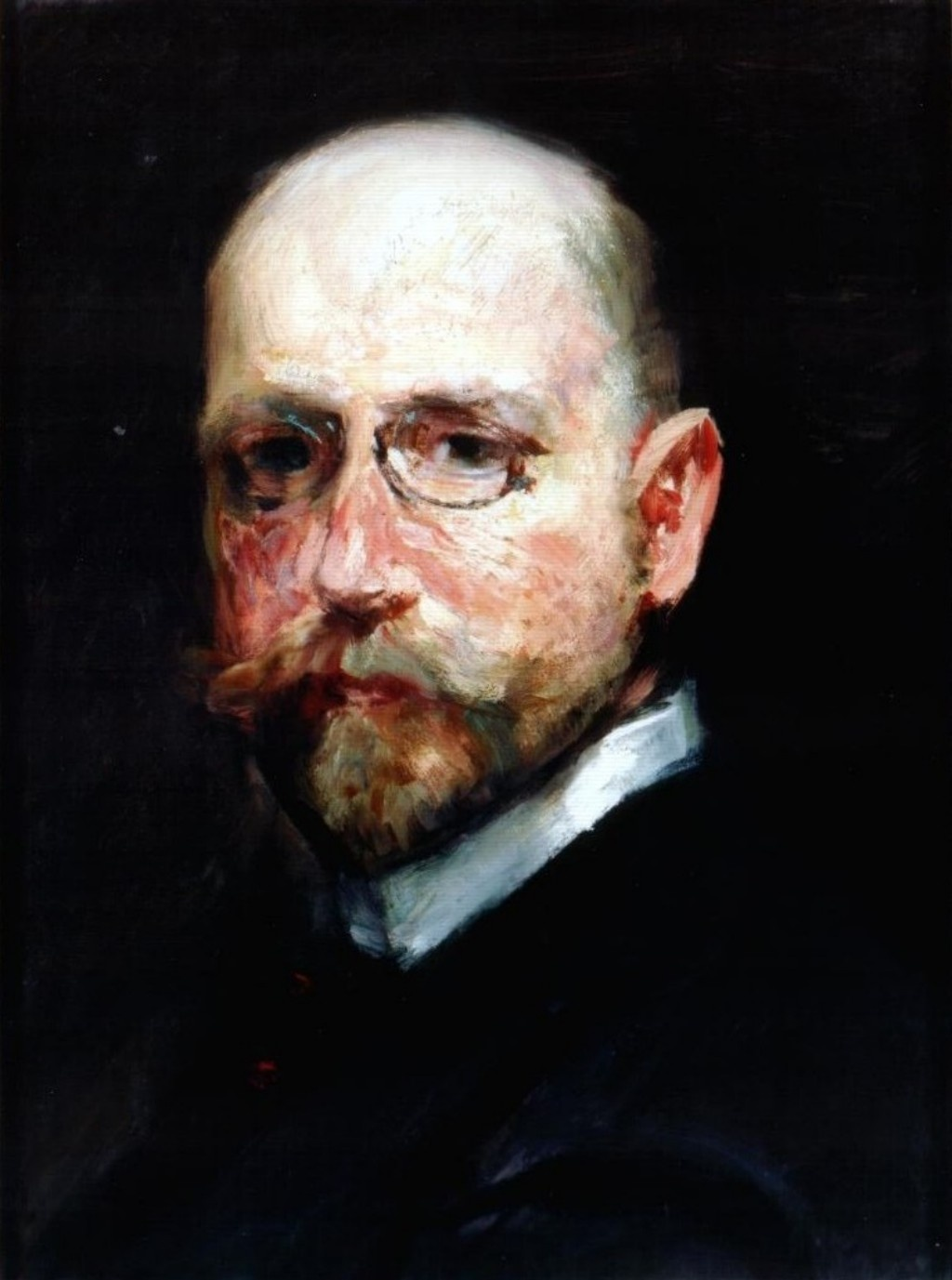
Strobentz Frigyes
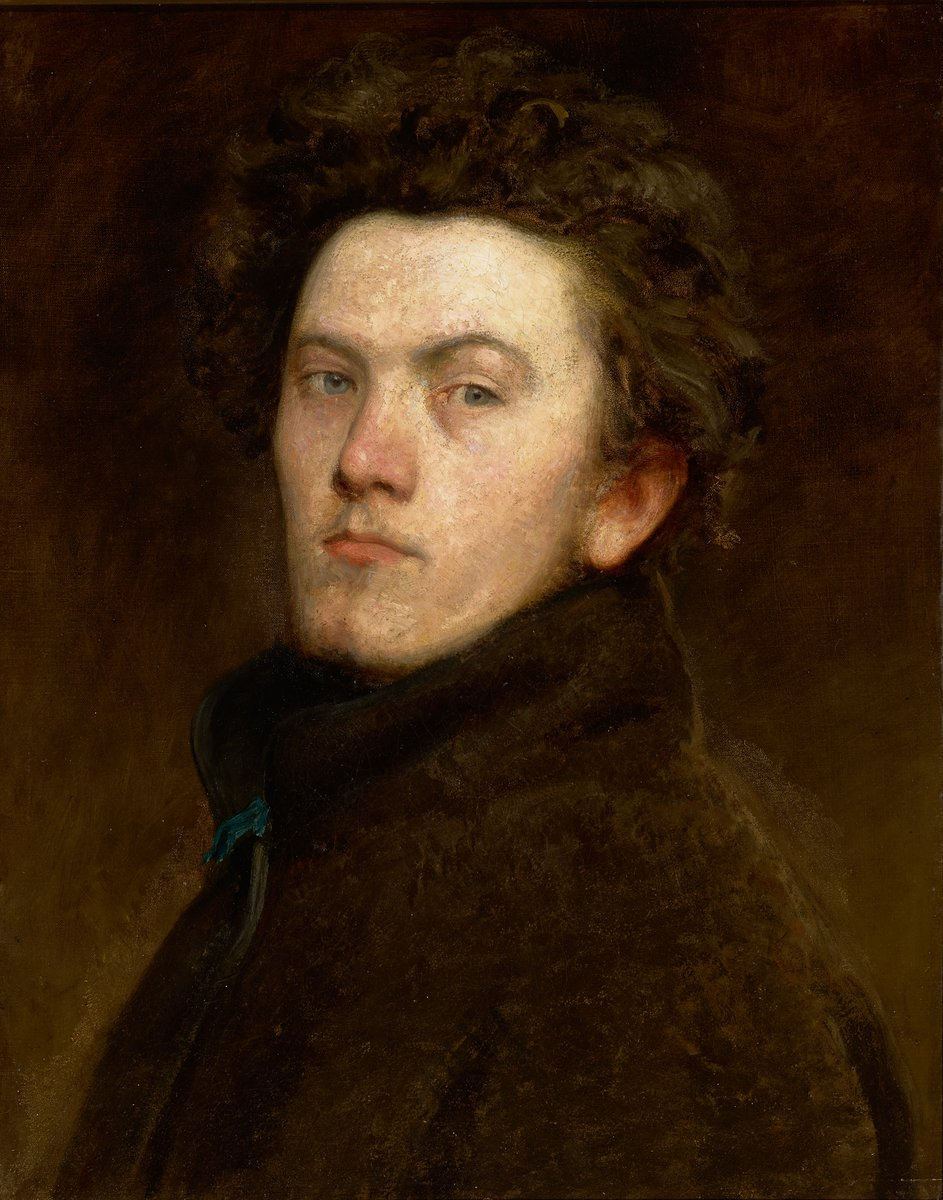
Székely Bertalan (1860)
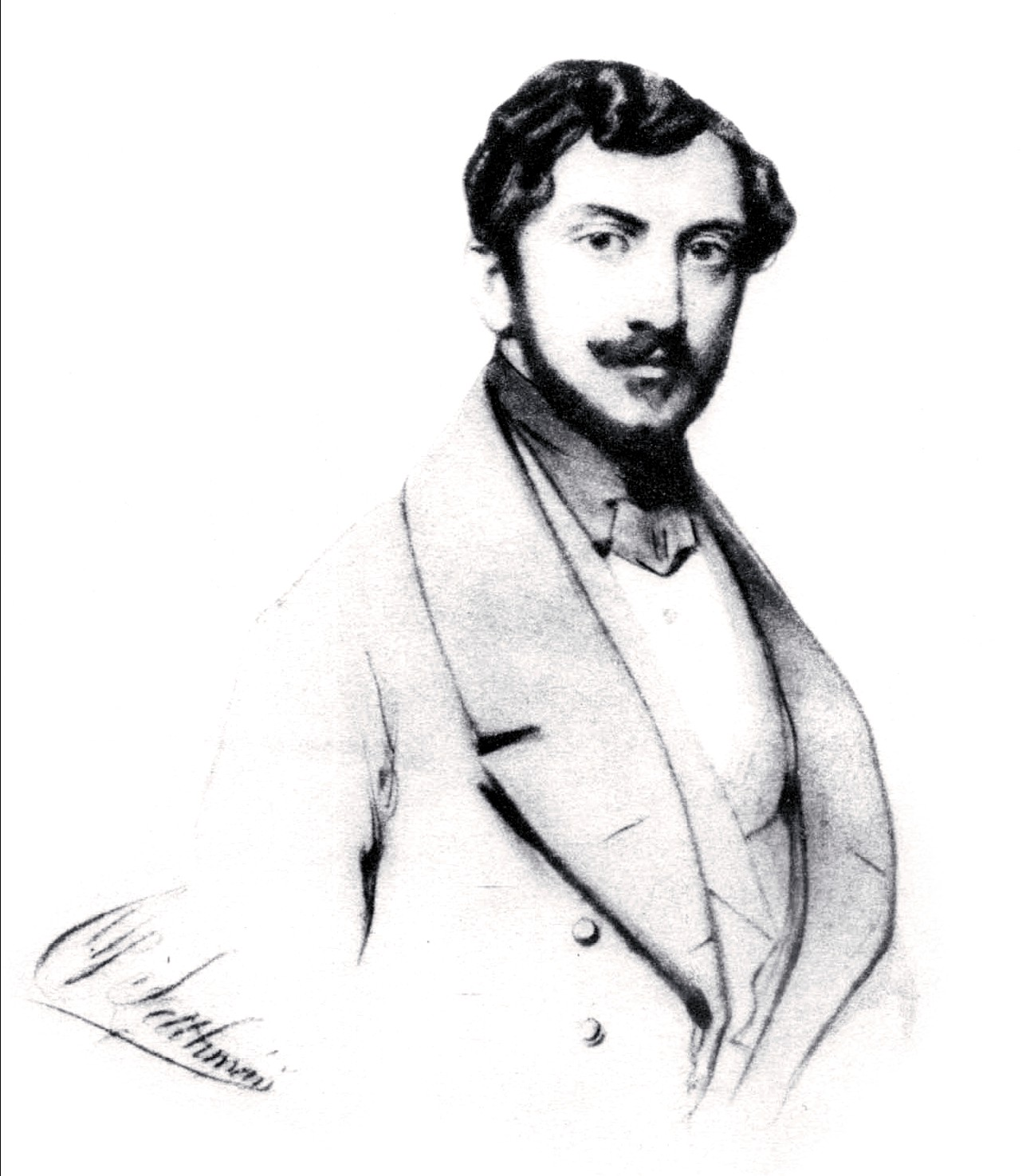
Szathmáry Pap Károly (kőrajz)
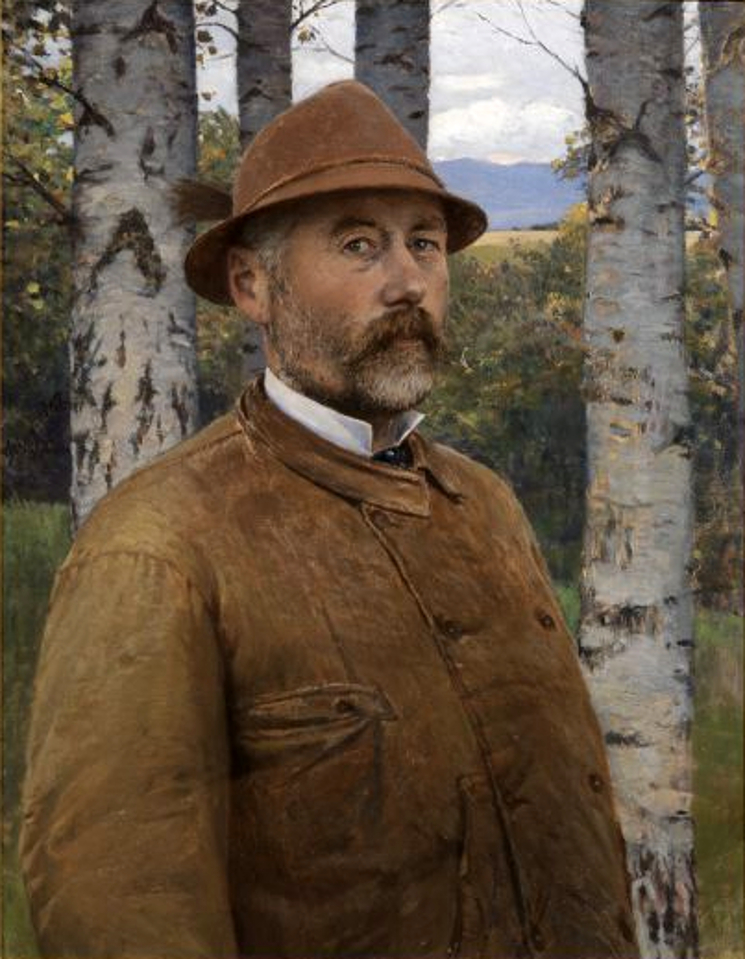
Szinyei Merse Pál (1897)
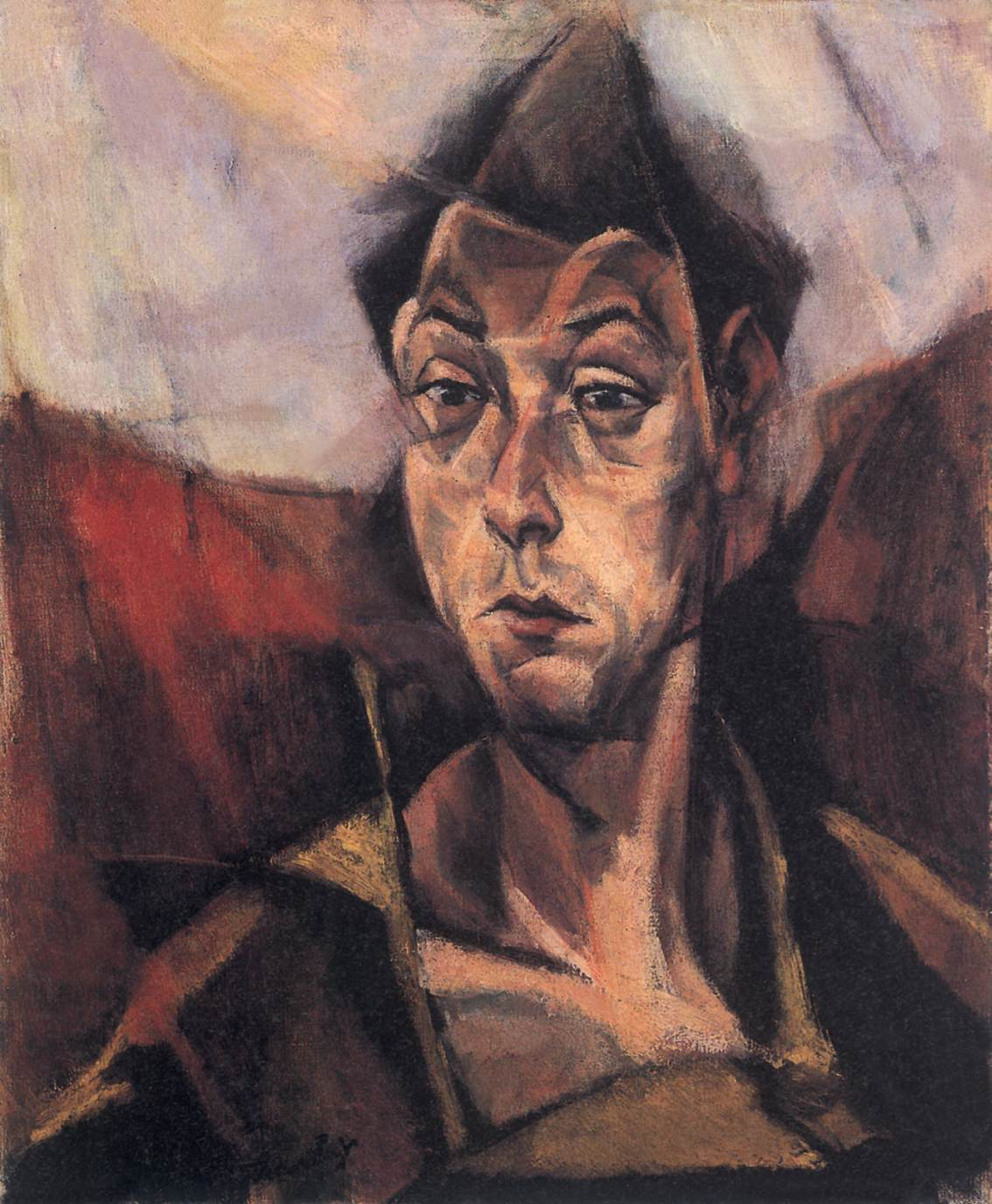
Tihanyi Lajos (1912)
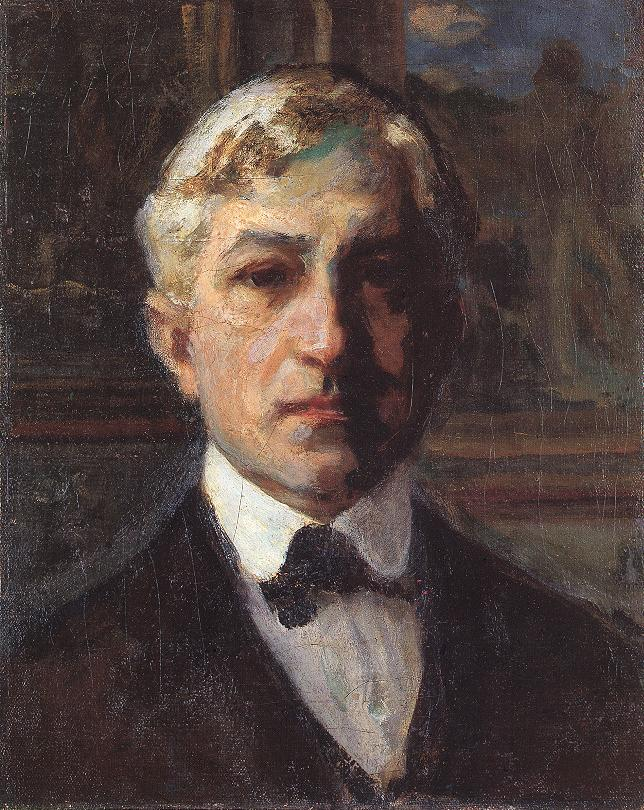
Thorma János (1910)
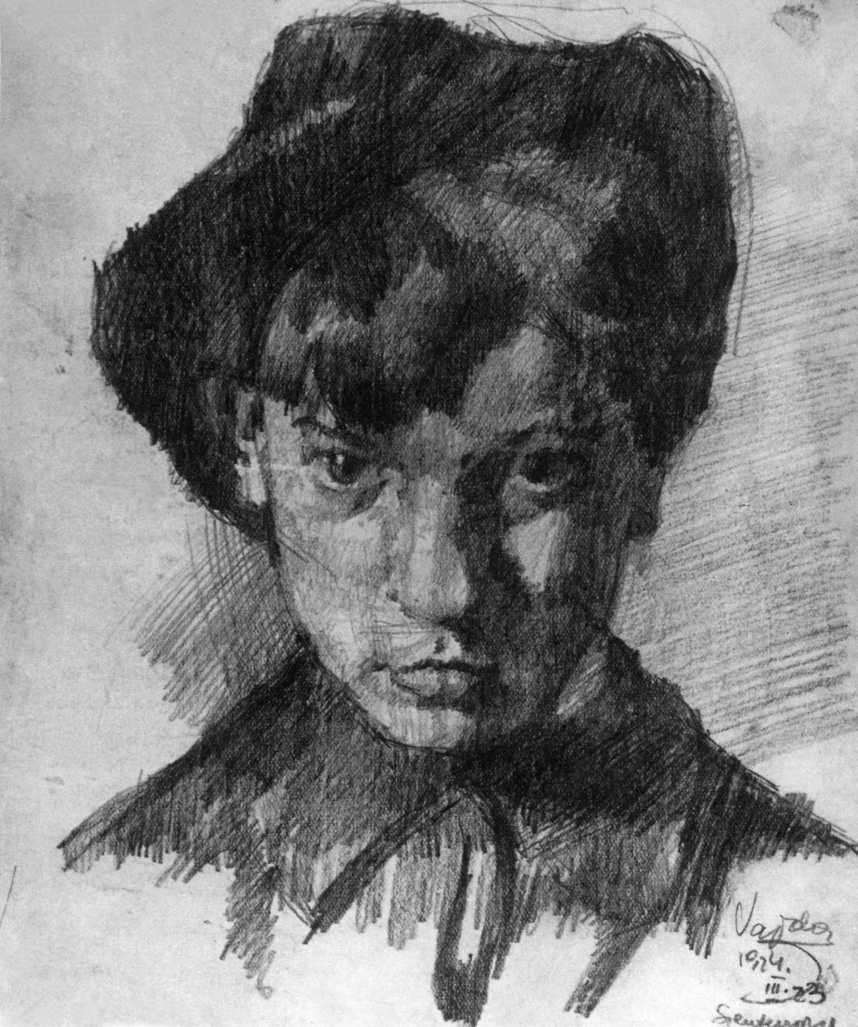
Vajda Lajos (1924)
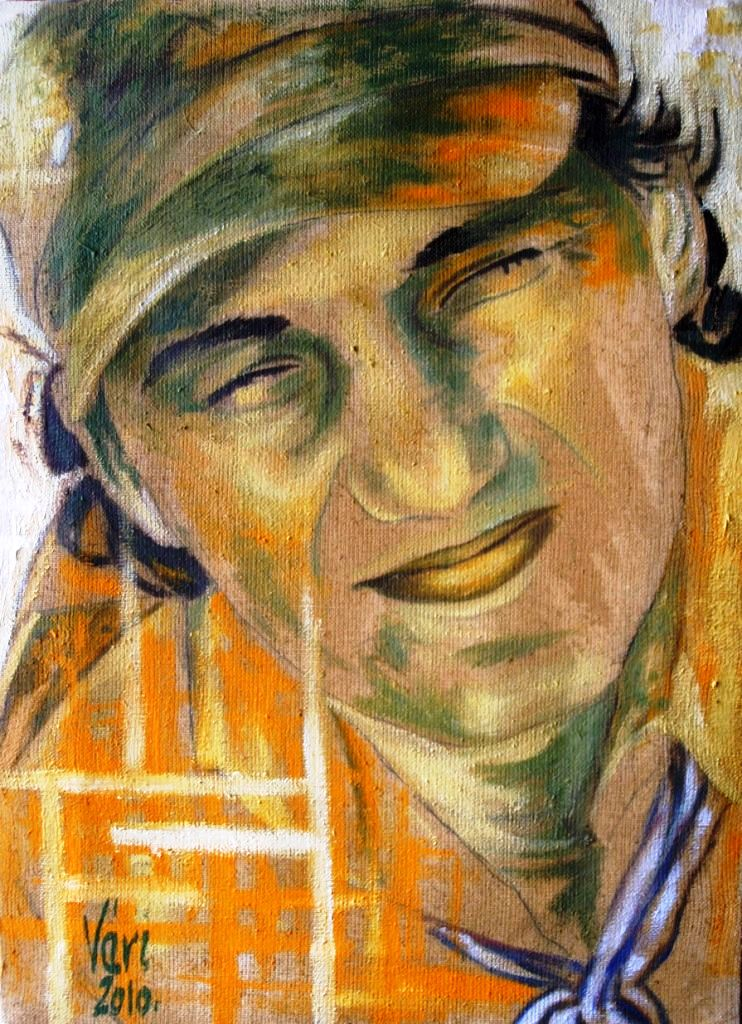
Vári Zsolt (1974)
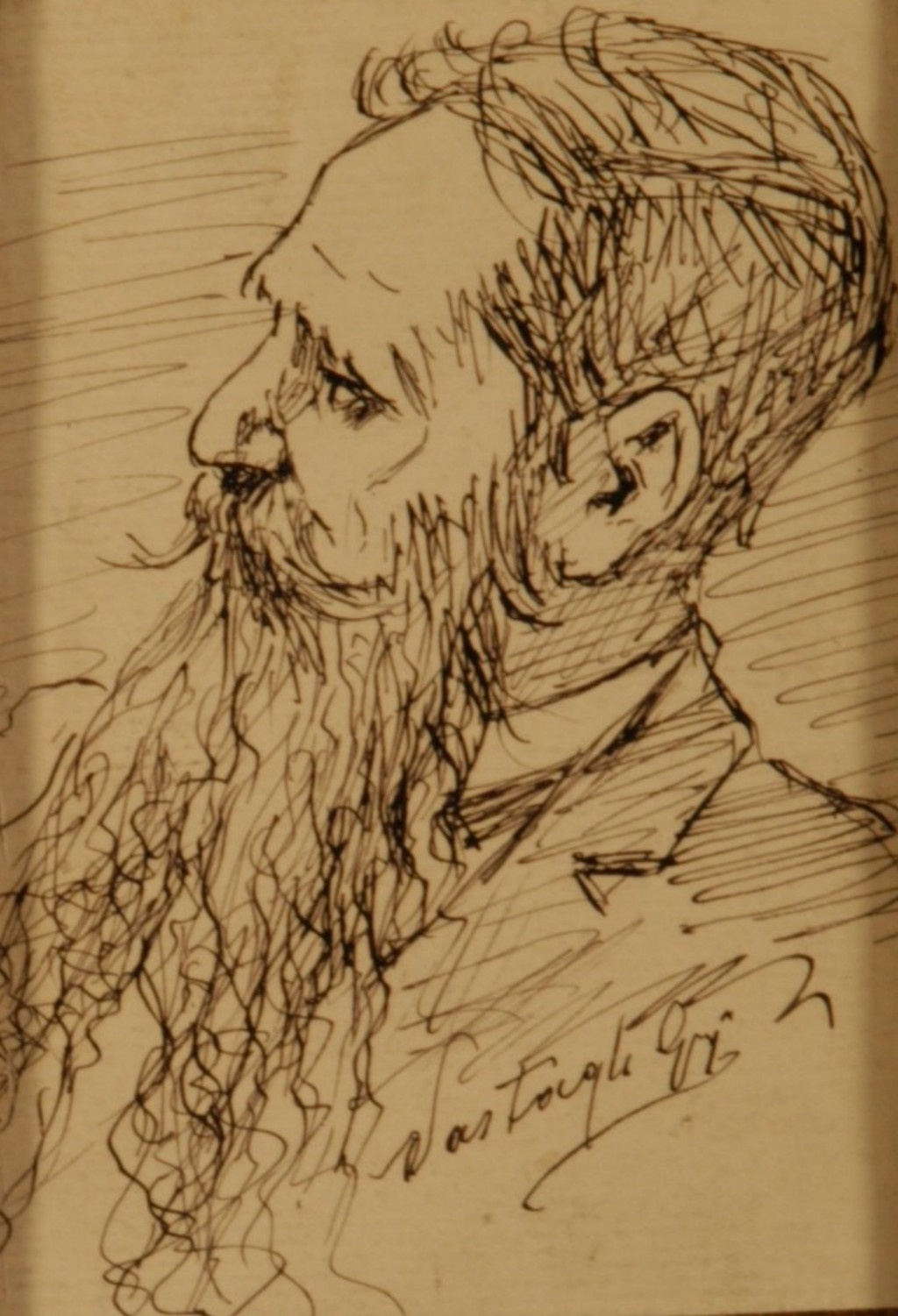
id. Vastagh György
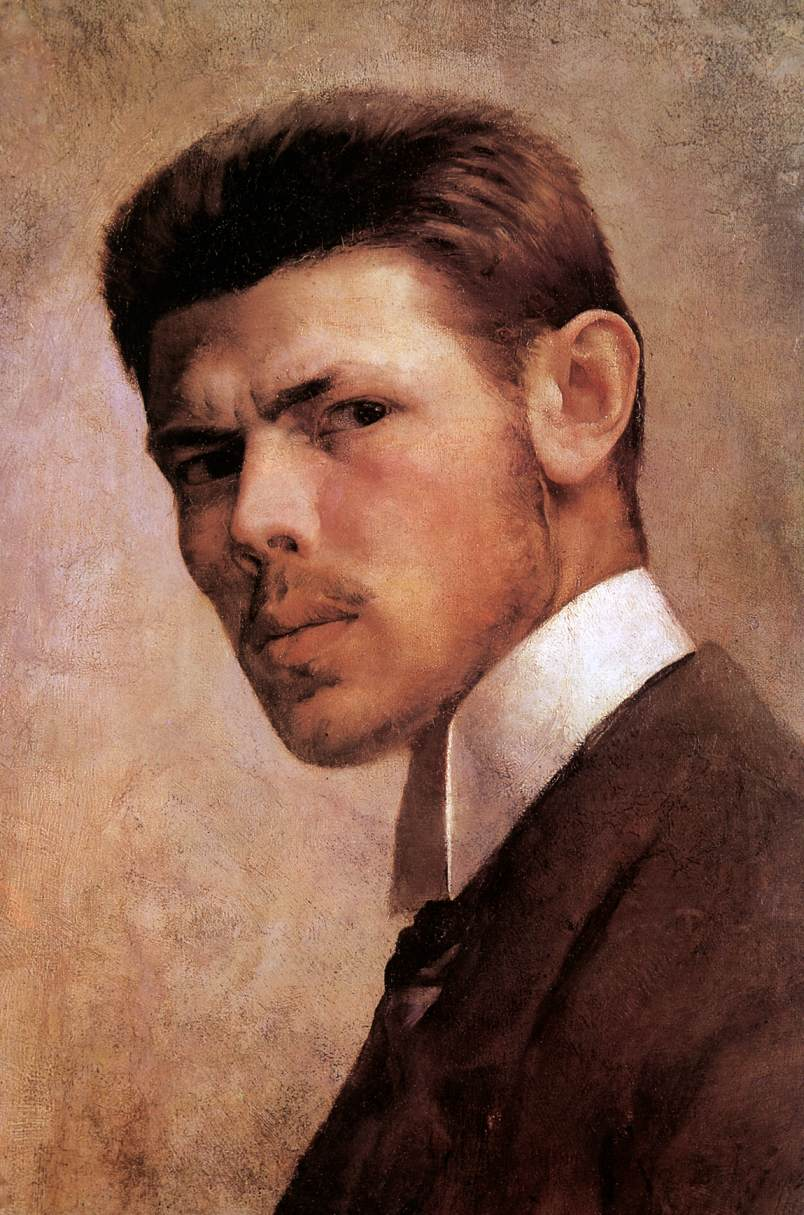
Vaszary János (1887)
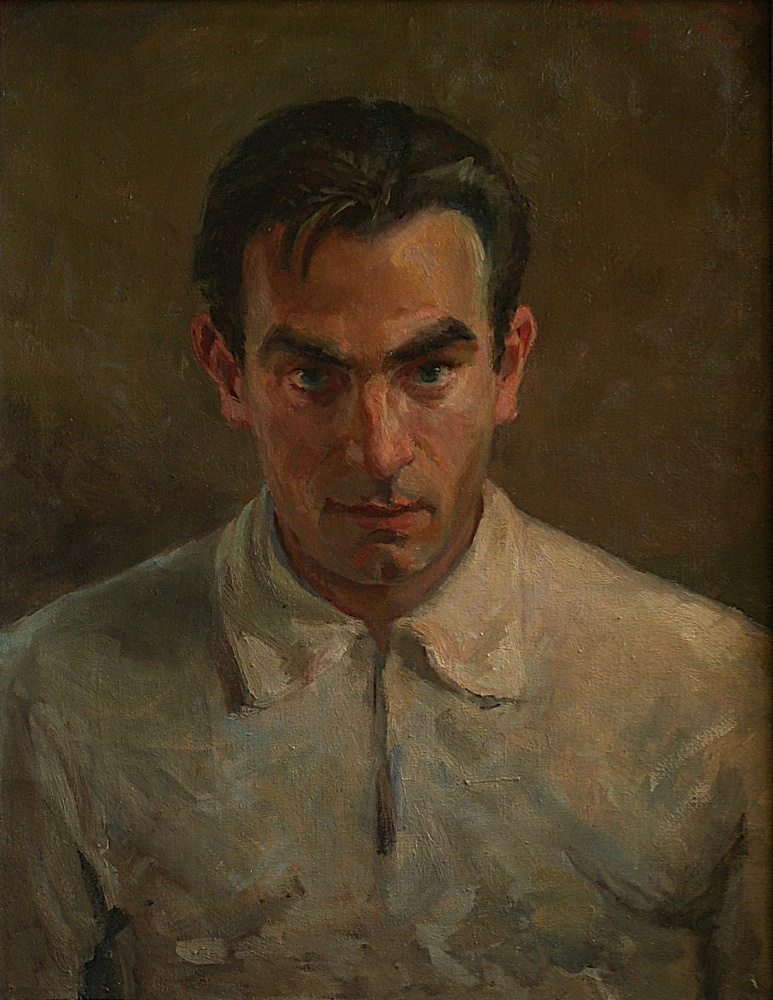
Veress Pál (1929-2002)
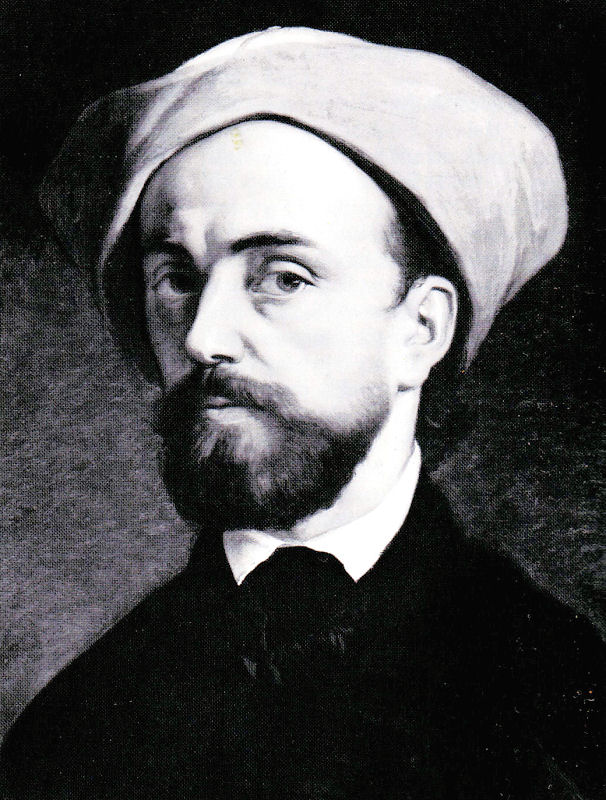
Weber Henrik (1847)

### Külföldi festők
- Giuseppe Arcimboldo
- Arnold Böcklin
- Antonio Canova
- Jean-Baptiste Siméon Chardin
- Józef Chełmoński
- John Constable
- Lovis Corinth
- Jacques-Louis David
- Albrecht Dürer
- Adam Elsheimer
- Franz Eybl
- Jean-Honoré Fragonard
- Luca Giordano
- El Greco
- Heyer Arthur
- Ingres
- Franz von Lenbach
- Jean-Étienne Liotard
- Hans Makart
- Henri Matisse
- Barthélemy Menn
- Amedeo Modigliani
- Parmigianino
- Rembrandt Peale
- Nicolas Poussin
- Guido Reni
- Johann Gottfried Schadow
- Carl Spitzweg
- Paul Troger
- Francesco Trombadori
- Vincent van Gogh
- Giorgio Vasari

## Egyéb ismert önarcképek

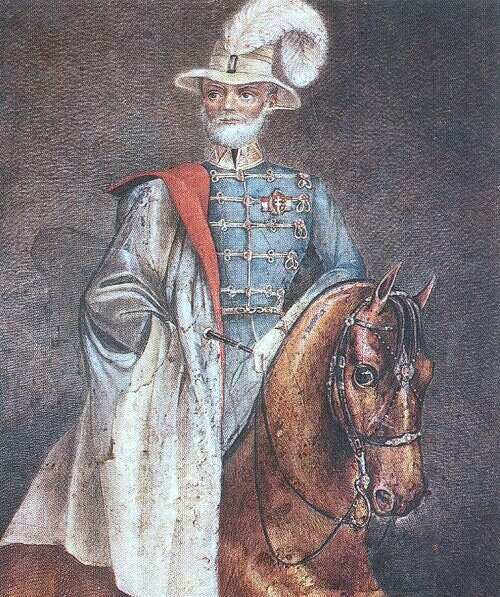
Bem József
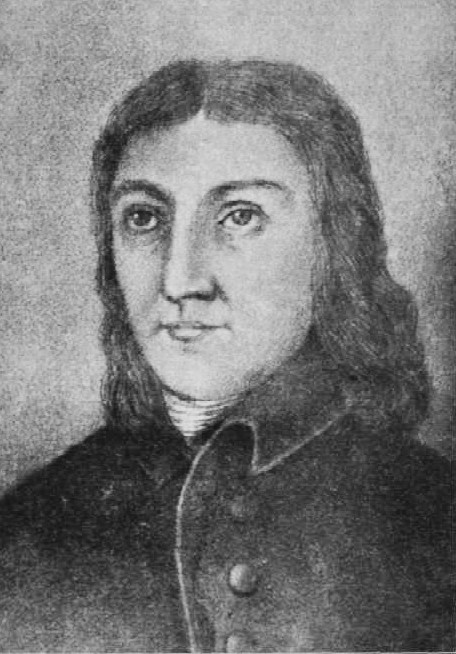
Bolyai Farkas (tükör segítségével felvett pasztellrajz)
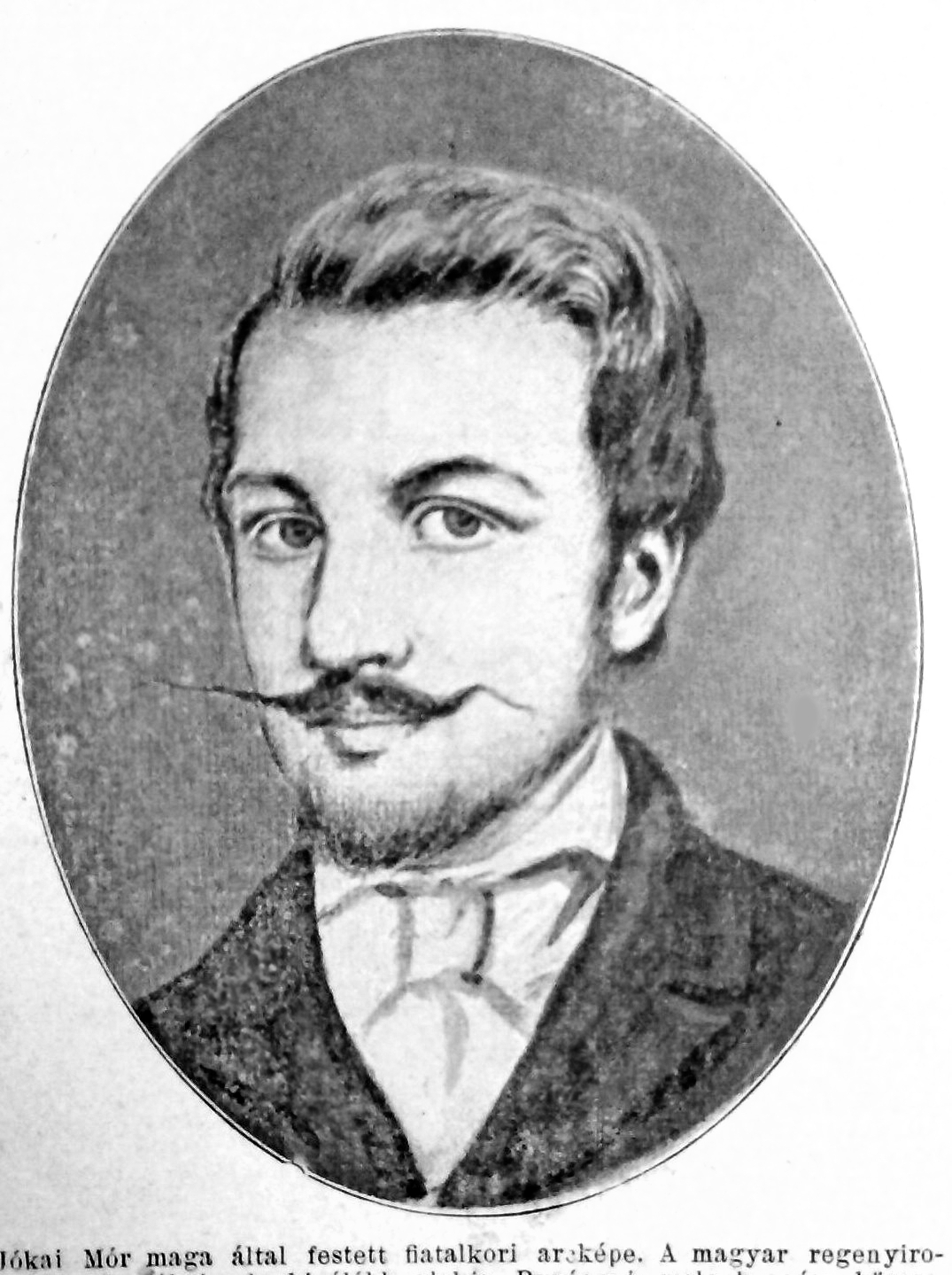
Jókai Mór

## Külső hivatkozások
- (Ön)Arcképcsarok